# Pasqualino Gobbi
Pasqualino Gobbi (Pisino, c. 1680 – Pola, c. 1729) è stato un presbitero, scrittore e storico italiano.

## Biografia
Pasquale (Pasqualino) Gobbi nacque a Pisino nella seconda metà del XVII secolo, probabilmente attorno al 1680. Si trasferì da Pisino a Padova per gli studi, iscrivendosi all'ateneo di Padova, dove studiò fino al 1699. Si laureò in giurisprudenza, per poi optare per una carriera ecclesiastica.
Gobbi divenne arciprete, vicario foraneo e provicario generale di Pola, nella sua nativa Istria. Divenne in seguito canonico e vicario generale, sempre a Pola. Gobbi fu poi arcidiacono in quella stessa diocesi. Fu parroco di Fasana dal 1715 al 1729, per poi tornare al capitolo di Pola come canonico.
Nel 1726 scrisse la sua Storia di Pola, un'opera storica sulla città di Pola, città in cui servì per metà della sua carriera ecclesiastica, passando il resto del suo sacerdozio nella vicina Fasana. Il manoscritto, lungo 215 pagine e scritto in fitto carattere, fu segnalato come perduto da Pietro Kandler. Alla fine degli anni '70 dell'Ottocento, tuttavia, il manoscritto sembra essere stato disponibile presso la Biblioteca Stancoviciana di Rovigno. Nel primo decennio del 1900 è segnalato nuovamente come perduto.

## Opere
- Storia di Pola, Pola, manoscritto, 1726.